# 밀레느 드몽죠

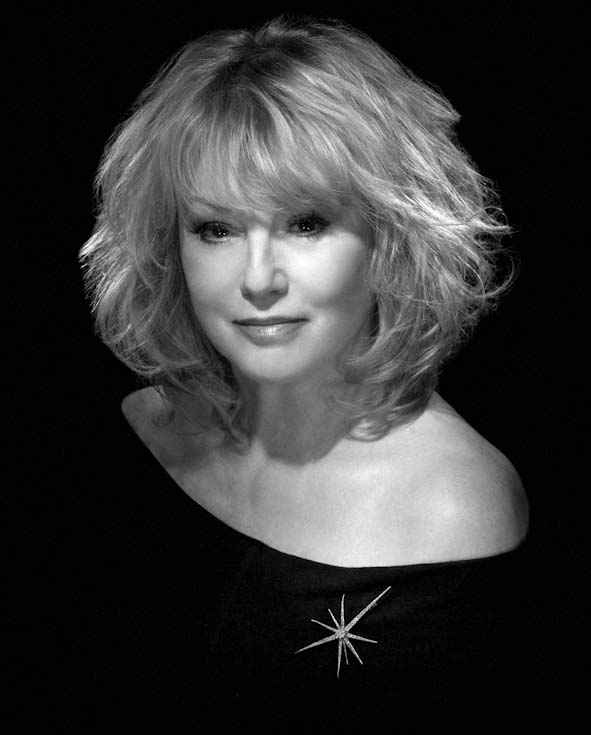
2008년 모습

밀레느 드몽죠(Mylène Demongeot, 본명: Marie-Hélène Demongeot 출생, 1935년 9월 29일 – 2022년 12월 1일)은 프랑스의 영화, 텔레비전, 연극 배우이자 작가로, 70년에 걸친 경력과 프랑스어, 이탈리아어, 영어 및 일본어 제작 분야에서 100학점이 넘는 경력을 갖고 있다.

## 작품
- 슬픔이여 안녕 (영화)
- 판토마 (1964년 영화)
- 판토마 전광석화
- 판토마 /스캇치판토마
- 오르페브르 36번가
- 도쿄 타워
- 더 미드와이프

## 연극
- 살로메 (희곡)